# Algoritmo de Heap

Um exemplo das 24 permutações e as 23 trocas feitas no algoritmo Heap permutando-se as quatro letras A (âmbar), B (azul), C (ciano) e D (vermelho escuro)

O algoritmo Heap gera todas as permutações possíveis de N objetos. Foi proposto pela primeira vez por B. R. Heap em 1963. O algoritmo minimiza os movimentos para gerar as próximas permutações. O algoritmo gera cada permutação a partir da permutação anterior, trocando um único par de elementos. Os outros elementos N−2 não são alterados. Em uma revisão de 1977 sobre  algoritmos de gerar permutações de objetos, Robert Sedgewick concluiu que era o algoritmo o mais eficaz para gerar permutações pelo computador até então.

## Detalhes
Suponha que exista uma permutação contendo N elementos diferentes. B. R. Heap encontrou um método sistemático para escolher, passo-a-passo, um par de elementos para trocar, a fim de produzir todas as permutações possíveis desses elementos exatamente uma vez. O método de Heap pode ser descrito de uma maneira recursiva. Primeiro, define-se um contador i igual a 0. Então, as etapas seguintes são repetidamente executadas até que i seja igual a N. Usamos o algoritmo para gerar o (N − 1)! permutações dos primeiros N − 1 elementos, concatenando o último elemento a cada uma destas permutações. Desta forma, todas as permutações que terminam com o último elemento são geradas. Se N é ímpar, trocamos o primeiro elemento e o último, enquanto que se N é par, pode-se trocar o i-ésimo elemento e o último (não há diferença se N é par ou ímpar na primeira iteração). O contador i é incrementado e a iteração continua. Em cada iteração, o algoritmo produzirá todas as permutações que terminam com o elemento que acabou de ser movido para a "última" posição. O pseudocódigo a seguir produz todas as permutações de um array de dados de comprimento N.
```
procedure
 
generate
(
n
 
:
 
integer
,
 
A
 
:
 
array
 
of
 
any
)
:

    
if
 
n
 
=
 
1
 
then

          
output
(
A
)

    
else

        
for
 
i
 
:=
 
0
;
 
i
 
<
 
n
 
-
 
1
;
 
i
 
+=
 
1
 
do

            
generate
(
n
 
-
 
1
,
 
A
)

            
if
 
n
 
is
 
even
 
then

                
swap
(
A
[
i
]
,
 
A
[
n
-
1
])

            
else

                
swap
(
A
[
0
]
,
 
A
[
n
-
1
])

            
end
 
if

        
end
 
for

    
end
 
if

```

Este é o pseudocódigo para a versão não recursiva do algoritmo de Heap.
```
procedure
 
generate
(
n
 
:
 
integer
,
 
A
 
:
 
array
 
of
 
any
)
:

    
c
 
:
 
array
 
of
 
int

    
for
 
i
 
:=
 
0
;
 
i
 
<
 
n
;
 
i
 
+=
 
1
 
do

        
c
[
i
]
 
:=
 
0

    
end
 
for

    
output
(
A
)

    
i
 
:=
 
0
;

    
while
 
i
 
<
 
n
 
do

        
if
  
c
[
i
]
 
<
 
i
 
then

            
if
 
i
 
is
 
even
 
then

                
swap
(
A
[
0
]
,
 
A
[
i
])

            
else

                
swap
(
A
[
c
[
i
]]
,
 
A
[
i
])

            
end
 
if

            
output
(
A
)

            
c
[
i
]
 
+=
 
1

            
i
 
:=
 
0

        
else

            
c
[
i
]
 
:=
 
0

            
i
 
+=
 
1

        
end
 
if

    
end
 
while

```